# Kasteel Lindenhof

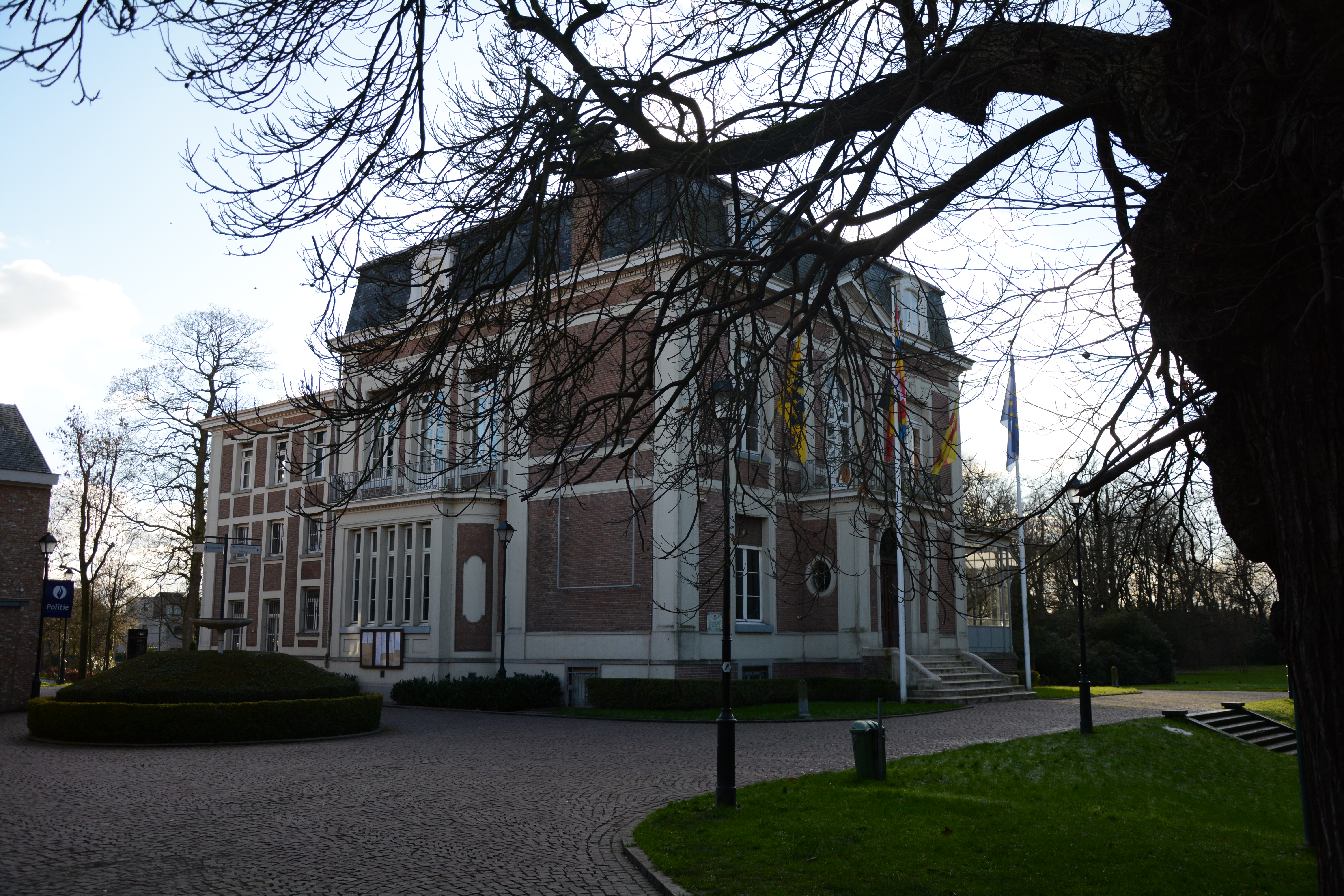
Kasteel Lindenhof

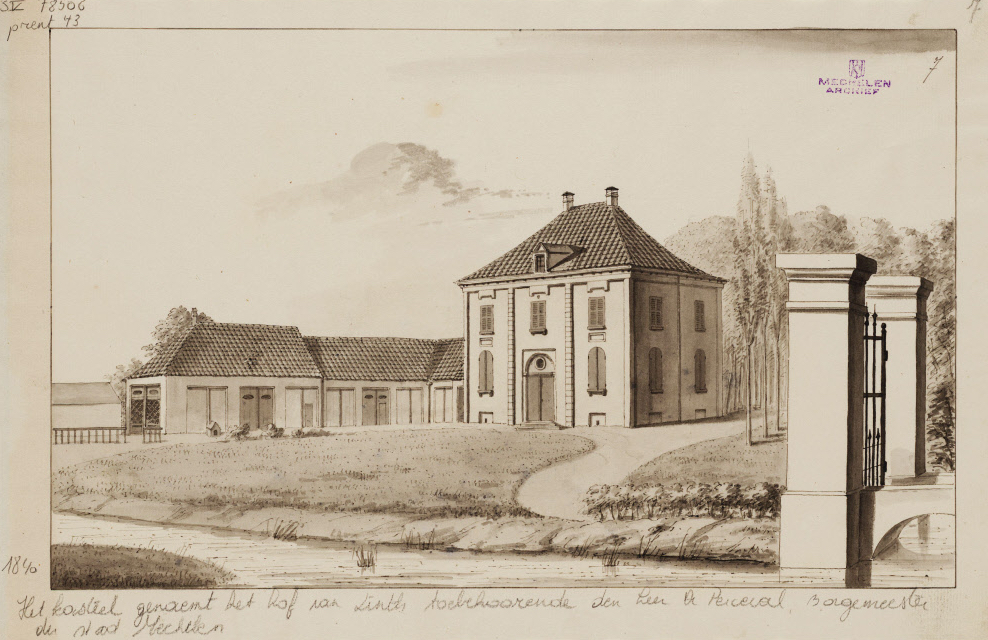
Kasteel Lindenhof (1840)

Kasteel Lindenhof is een kasteeltje in de Antwerpse plaats Lint, gelegen aan de Koning Albertstraat 41-43.

## Geschiedenis
Op dit domein stond aanvankelijk de hoeve Ter Larenvelde, die al in 1446 werd vermeld en in 1825 nog aanwezig was, maar spoedig daarna werd gesloopt. Tussen 1807 en 1825 werd, in opdracht van Jean de Perceval, een kasteeltje gebouwd. Het wisselde een aantal malen van eigenaar en in opdracht van Vervant Missak werd, iets na 1923, een nieuw kasteeltje gebouwd en een landschapspark aangelegd.
De huidige naam stamt uit 1951. In 1952 werd het kasteel ingericht als gemeentehuis.

## Gebouw
Het betreft een gebouw van twee verdiepingen in neo-Lodewijk XVI-stijl.
Daarnaast is er een conciërgewoning, een groot koetshuis en een oranjerie.

## Park
Het park werd tegelijk met de bouw van het kasteeltje aangelegd, in Engelse landschapsstijl. Plantensoorten die in het openbare park, dat 4 hectare beslaat, voorkomen zijn: adderwortel, kruipend zenegroen, kraailook, bosanemoon, daslook, gele dovenetel, groot heksenkruid, kleine maagdenpalm, muskuskruid, reuzenzwenkgras, schaduwgras, speenkruid en witte klaverzuring. Op een restant van oude bosgrond groeien nog gulden boterbloem, ijle zegge, bosandoorn, bosgierstgras en gewone salomonszegel. Los daarvan zijn er nog een aantal andere boomsoorten te vinden.